# Dragan Adžić
Dragan Adžić (* 13. Dezember 1969 in Ivangrad, Jugoslawien) ist ein montenegrinischer Handballtrainer, der zuvor als Handballspieler aktiv war.
Adžić spielte in seiner Laufbahn als Handballspieler bei MRK Budućnost Podgorica, Rudar, Epoksid, RK Buje 53, Borec, Mladost und Rimako. Nach seiner Karriere trainierte er anfangs Jugendmannschaften von  Budućnost. Zwischen 2001 und dem Jahresende 2009 war er Co-Trainer von ŽRK Budućnost Podgorica. Im Januar 2010 übernahm Adžić das Traineramt von ŽRK Budućnost Podgorica. Unter seiner Leitung gewann Budućnost 2010 den Europapokal der Pokalsieger, 2012 und 2015 die EHF Champions League, sowie 2009, 2010, 2011, 2012, 2013, 2014, 2015, 2016, 2017, 2018 und 2019 die Meisterschaft und den Pokal. Im November 2020 erklärte er seinen Rücktritt von seinem Traineramt bei Budućnost Podgorica.
Adžić trainierte ab 2010 die montenegrinische Frauen-Nationalmannschaft. Seit Amtsantritt gewann Montenegro bei den Olympischen Spielen 2012 in London die Silbermedaille und den EM-Titel 2012. Zuvor trainierte Adžić die Jugend- und Juniorenmannschaft Montenegros. Er betreute die Junioren-Nationalmannschaft, die bei der Weltmeisterschaft 2010 die Bronzemedaille errang. Nach den Olympischen Spielen 2016 kündigte er seinen Rücktritt vom Amt als Nationaltrainer an. Im September 2016 verlängerte er jedoch seinen Vertrag mit dem montenegrinischen Verband. Im November 2017 beendete er endgültig seine Tätigkeit als montenegrinischer Nationaltrainer. Seit dem April 2021 trainiert er die slowenische Frauen-Nationalmannschaft. Zur Saison 2022/23 übernahm er zusätzlich das Traineramt von RK Krim. Unter seiner Leitung gewann RK Krim 2023 und 2024 die slowenische Meisterschaft sowie 2023 den slowenischen Pokal. Im November 2024 beendete er seine Tätigkeit beim RK Krim. Zur Saison 2025/26 übernahm er den ungarischen Erstligisten Mosonmagyaróvári KC SE.